# Alagoinhas
 (août 2024).
Si vous disposez d'ouvrages ou d'articles de référence ou si vous connaissez des sites web de qualité traitant du thème abordé ici, merci de compléter l'article en donnant les références utiles à sa vérifiabilité et en les liant à la section « Notes et références ».
Pour les articles homonymes, voir Alagoinha.
Alagoinhas est une ville brésilienne du nord-est de l'État de Bahia. Elle se situe par une latitude de 12° 08' 09" sud et par une longitude de 38° 25' 08" ouest, à une altitude de 132 mètres.
Sa population était estimée à 152 570 habitants en 2013. La municipalité s'étend sur 734 km2.

## Maires
| Période | Période | Identité    | Étiquette | Qualité |
| ------- | ------- | ----------- | --------- | ------- |
| 2009    | 2012    | Paulo Cezar | PMDB      |         |